# O Jogo
O Jogo [u ˈʒoɣu] (deutsch: Das Spiel) ist die drittgrößte portugiesische Sport-Tageszeitung. Sie erschien erstmals am 22. Februar 1985 in Porto. Die tägliche verkaufte Auflage beträgt 22.000 Stück (Stand 2015).
Für den Erfolg der Sportzeitung war entscheidend, tagesaktuelle Berichterstattung über den FC Porto zu publizieren. Aus Sicht der Fans des nordportugiesischen Clubs schloss das Blatt damit eine Lücke im Hinblick zu den anderen nationalen Sport-Zeitungen, A Bola und Record. O Jogo ist die Hauszeitung des FC Porto. Das Heft hat auch eine Lissabon-Ausgabe, mit einem etwas anderen regionalen Schwerpunkt, in der Sporting Lissabon und Benfica Lissabon für die hauptsächliche Berichterstattung zeichnen.
Im Jahr 1995 wurde die Zeitung von Controlinveste, jetzt Global Media Group, einer großen Mediengruppe, übernommen, die immer noch Eigentümerin der Zeitung ist.